# Olea
Olea és un gènere vegetal, dins de la família oleaceae, que inclou una vintena d'espècies. Una espècie és a l'àrea mediterrània (Olea europea, l'olivera) i la resta a Sud d'Àfrica, sud-est asiàtic, est d'Austràlia i Nova Caledònia. Descripció general: Arbres o arbusts sempre verds, a vegades poligamodioics. Fulles oposades, simples peciolades, enteres o serrades.Inflorescència axil·lars o terminals, en panícula i a vegades en raïm o umbel·la. Flors petites bisexuals o unisexuals. Calze petit, campanulats lòbuls deltats o ovats normalment ciliats. Corol·la amb tub curt.Estams de 2 a 4 inserits a la base del tub de la corol·la, antera ovada el·liptica. Dos òvuls en cada lòcul pènduls. Estil curt o absent, estigma normalment capitat. Fruit en drupa, endocarpi dur a vegades papiraci. Sovint amb una sola llavor.

## Espècies principals
- Olea brachiata
- Olea capensis
- Olea caudatilimba
- Olea europaea (olivera)
- Olea exasperata
- Olea guangxiensis
- Olea hainanensis
- Olea laurifolia
- Olea laxiflora
- Olea neriifolia
- Olea paniculata
- Olea parvilimba
- Olea rosea
- Olea salicifolia
- Olea tetragonoclada
- Olea tsoongii
- Olea undulata
- Olea woodiana